# Määtänsaari (ö i Norra Österbotten, Uleåborg)
Määtänsaari är en ö i Finland. Den ligger i Ule älv och i kommunen Muhos i den ekonomiska regionen  Uleåborgs ekonomiska region  och landskapet Norra Österbotten, i den centrala delen av landet, 500 km norr om huvudstaden Helsingfors. Öns area är 3,5 hektar och dess största längd är 0,5 kilometer i nord-sydlig riktning.